# Пітер Лорре
Пітер Лорре (нім. Peter Lorre; справжнє ім'я — Ладислав (Ласло) Левенштайн, угор. László Löwenstein, словац. Ladislav Löwenstein; 26 червня 1904, Ружомберок — 23 березня 1964, Лос-Анджелес) — австрійський і американський актор театру і кіно, режисер, сценарист.

## Біографія

### Ранні роки
Пітер Лоррен народився в місті Ружомберок в Татрах (нині — Словаччина) в сім'ї службовця місцевої текстильної фабрики, угорського єврея Алоїза Лайоша Левенштайна (27.1.1877 — 1958), родом з Ченге, і його дружини Ельвіри Фрайшбергер (бл. 1883 — 17.4.1908), місцевої уродженки.
В 1908 році мати Лорре померла, і батько одружився знову — на її кращій подрузі Мелані Кляйн. У цьому шлюбі народилося двоє дітей — Еліза (17.7.1909) і Гуго. Деякий час сім'я, за службовим обов'язком батька, жила в румунському місті Браїла, де Ладислав відвідував приватну німецьку школу, а з вересня 1913 року — в Відні. Там Ласло ходив в реальну гімназію. У березні 1915 року Алоїз був покликаний в армію, і сім'я переселилася в Медлінг поблизу Відня, щоб менше платити за квартиру. Уже в наступному році батько повернувся з Східного фронту в чині обер-лейтенанта, демобілізований після важкого поранення в легеню, і в 1917 році сім'я знову оселилася в столиці, де батько отримав роботу на збройовій фабриці Штейр . У тому ж році було придбано невеликий маєток в Каринтії, де сім'я проводила частину року (згодом ця територія увійшла до складу Югославії).
У 1922 році Лорре закінчив школу і почав за бажанням батька вивчати банківську справу. Працював помічником в обмінному пункті Англо-Австрійського банку, потім — службовцем у віденській філії чеського Жівностенського банку, але незабаром спровокував своє звільнення. Захопившись театром, він відвідував літературні кафе міста, в тому числі знамените кафе Централь, де збиралися літературно-артистичні кола. Був прийнятий в трупу театру імпровізації Якоба Морено; імпровізаційний метод пізнього засновника «психодрами» істотно вплинув на виразні засоби Ладислава; протягом усього свого життя він серйозно захоплювався психоаналізом.

### Кар'єра
Від Морено він отримав псевдонім Пітер Лорре ще до того, як Лео Міттлер запросив його в театр в Бреслау. В 1925–1926 роках він виступав в Цюриху, в 1926–1928 роках — в Відні. На рубежі 20-х і 30-х років, виступаючи в «Фольксбюні», Лорре брав участь в експериментах Брехта по створенню «епічного театру» і виробленню нового стилю виконання на Шіффбауердамм. Навесні 1929 року Бертольт Брехт доручив Пітеру Лорре роль Фабіана в п'єсі «Сапери в Інгольштадті» Марілуіза Фляйсер. 1931 року він зіграв головну роль — Гелі Гея — в п'єсі Брехта «Людина є людина» («Що той солдат, що цей»), поставленої автором у Державному театрі; проте «епічна» манера виконання не була прийнята: багатьом здалося, що Лорре грає просто погано. Але через кілька місяців він став зіркою, зігравши свою першу роль в кіно — дітовбивцю Бекерт у фільмі Фріца Ланга «М». Він продовжив роботу в театрі і знімався в невеликих, як правило, комічних ролях в кіно.
4 березня 1933 року, після приходу нацистів до влади, єврей Лорре покинув Німеччину — спочатку він вирушив до Відня, потім до Парижа. 1934 року в Лондоні він зіграв чарівного лиходія в гічкоківському фільмі «Людина, яка занадто багато знала». Як розповідав Альфред Гічкок в інтерв'ю Франсуа Трюффо "на участі Пітера Лорре наполягав я. Він знімався у Фріца Ланга в «М» і в моєму фільмі повинен був зіграти свою першу роль в британському кіно. У нього гостре почуття гумору. Йому дали кличку «ходячий редингот», тому що він ходив в пальто до п'ят ". Погано володіючи англійською, він був змушений зазубрити свій текст на слух. Під час знімання Лорре одружився з актрисою Цецилією Львівською (пізніше Селія Ловськи).
У липні 1934 року з контрактом студії «Коламбія» він поїхав в Голлівуд, де йому довелося грати злісних і підступних іноземців. Першим голлівудським фільмом Лорре стала картина «Божевільна любов» (1935), де він зіграв божевільного вченого д-ра Гоголя, пришивши руки мертвого вбивці чоловікові жінки, в яку закоханий. В 1937–1939 роках він зіграв головну роль в восьмисерійному фільмі про пригоди японського слідчого і шпигуна містера Мото (паралельно в американських кінотеатрах йшов схожий і відоміший серіал про Чарлі Чана). Сам актор не любив ці фільми, але вони приносили дохід студії, а у Лорре зростала кількість прихильників.
В 1940 році Лорре знявся у фільмі «Ти дізнаєшся» з колегами по фільмах жахів — Лугоши Бела і Борис Карлофф.
Пітер Лорре був популярним як характерний персонаж в пригодницьких фільмах. Він блиснув в ролях пройдисвітів: Джоеля Каіро в «Мальтійському Соколі» (1941) і Угарте в культовому фільмі «Касабланка» (1942).
В 1941 році Пітер Лорре отримав американське громадянство.
Після Другої світової війни кінокар'єра Пітера пішла на спад, внаслідок чого він переключився на роботу в театрі і на радіо. 1949 року він повернувся до Європи. У Німеччині в якості співавтора сценарію, режисера і виконавця головної ролі поставив фільм «Втрачений» (1951). Однак фільм, на який він покладав великі надії і який дався йому з великими труднощами, в прокаті успіху не мав. Зі своєю третьою дружиною Аннемарі Бреннінг Лорре повернувся в США, де грав в театрі, знімався на телебаченні і в кінофільмах, де найчастіше використовувався його образ «страшилки». 1954 року зіграв лиходія Ле Шифра в телепостановці «Казино Рояль», разом з Баррі Нельсоном, який виконав роль Джеймса Бонда. 1957 року зіграв комісара Бранкова у фільмі Шовкові панчохи.
На початку 60-х він працював з режисером Роджером Корманом в декількох популярних малобюджетних фільмах.

### Смерть
Пітер Лорре помер від інсульту в 1964 році. Його тіло кремували, а прах поховали на голлівудському меморіальному кладовищі (зараз воно називається «Голлівуд Навічно»). Вінсент Прайс зачитав на похоронах надгробну промову.

## Вибрана фільмографія
| Рік  |   | Українська назва                  | Оригінальна назва             | Роль                                        |
| ---- | - | --------------------------------- | ----------------------------- | ------------------------------------------- |
| 1931 | ф | М                                 | M                             | Ганс Бекерт                                 |
| 1934 | ф | Людина, яка занадто багато знала  | The Man Who Knew Too Much     | Ебботт                                      |
| 1935 | ф | Шалене кохання                    | Mad Love                      | доктор Гоголь                               |
| 1935 | ф | Злочин і покарання                | Crime and Punishment          |                                             |
| 1936 | ф | Секретний агент                   | Secret Agent                  | Генерал                                     |
| 1939 | ф | Останнє попередження містера Мото | Mr. Moto's Last Warning       |                                             |
| 1940 | ф | Дивний вантаж                     | Strange Cargo                 | міс'є Піг                                   |
| 1940 | ф | Незнайомець на третьому поверсі   | Stranger on the Third Floor   | Незнайомець                                 |
| 1941 | ф | Вони зустрілися в Бомбеї          | They Met in Bombay            | капітан Чанг                                |
| 1941 | ф | Мальтійський сокіл                | The Maltese Falcon            | Джоел Кайро                                 |
| 1941 | ф | Особа під маскою                  | The Face Behind the Mask      | Янош «Джонні» Сабо                          |
| 1941 | ф | Протягом усієї ночі               | All Through the Night         | Пепі                                        |
| 1942 | ф | Касабланка                        | Casablanca                    | Угарте                                      |
| 1942 | ф | Бугімен добереться до тебе        | The Boogie Man Will Get You   | шериф, доктор, голова психіатричної лікарні |
| 1944 | ф | Миш'як і старі мережива           | Arsenic and Old Lace          | доктор Герман Ейнштейн                      |
| 1944 | ф | Маска Димитріоса                  | The Mask of Dimitrios         | Корнеліус Лайда                             |
| 1944 | ф | Конспіратори                      | The Conspirators              | Ян Бернажскі                                |
| 1946 | ф | Три незнайомця                    | Three Strangers               | Джонні Вест                                 |
| 1946 | ф | Вердикт                           | The Verdict                   | Віктор Еммрік                               |
| 1946 | ф | Чорний ангел                      | Black Angel                   | містер Марко                                |
| 1946 | ф | Погоня                            | The Chase                     | Джино                                       |
| 1947 | ф | Моя улюблена брюнетка             | My Favorite Brunette          | Кісмет                                      |
| 1947 | ф | Хиткий пісок                      | Quicksand                     | Нік Драмошаг                                |
| 1949 | ф | Піщана мотузка                    | Rope of Sand                  | Підлабузник                                 |
| 1953 | ф | Посрами диявола                   | Beat the Devil                | Джуліус О'Хара                              |
| 1954 | ф | Казино «Рояль»                    | Casino Royale                 | Ле Шифр                                     |
| 1954 | ф | 20 000 льє під водою              | 20, 000 Leagues Under the Sea | Консель                                     |
| 1956 | ф | Навколо світу за 80 днів          | Around the World in 80 Days   | стюард на пароплаві «Карнатік»              |
| 1957 | ф | Шовкові панчохи                   | Silk Stockings                | комісар Бранко                              |
| 1960 | ф | Запах таємниці                    | Scent of Mystery              | Смайлі                                      |
| 1962 | ф | Історії жаху                      | Tales of Terror               | Монтрезор Херрінгбоун                       |
| 1963 | ф | Ворон                             | The Raven                     | доктор Адольфус Бедлоу                      |
| 1964 | ф | Комедія жахів                     | The Comedy of Terrors         | Фелікс Гілл                                 |